# Xylocopa praeusta
Xylocopa praeusta är en biart som beskrevs av Smith 1854. Xylocopa praeusta ingår i släktet snickarbin, och familjen långtungebin.

## Underarter
Arten delas in i följande underarter:
- X. p. praeusta
- X. p. liberiensis